# UFC Ultimate Fight Night 3
Ultimate Fight Night 3 è stato un evento di arti marziali miste tenuto dalla Ultimate Fighting Championship il 16 gennaio 2006 all'Hard Rock Hotel and Casino di Paradise, Stati Uniti.

## Retroscena
La sfida tra Tim Sylvia e Assuerio Silva avrebbe garantito al vincitore la possibilità di sfidare il campione in carica Andrei Arlovski.
La vittoria per KO di Duane Ludwig su Jonathan Goulet, realizzata in soli 11 secondi, è tuttora registrata come uno dei KO più veloci della storia dell'UFC, ma venne accertato che la commissione fu lenta nel fermare il cronometro e che il tempo effettivo dall'inizio del match allo stop del giudice di gara era di 6 secondi, facendone di conseguenza il KO più veloce nella storia della promozione; la commissione del Nevada si rifiutò di modificare il tempo registrato.

## Risultati

### Card preliminare
- Incontro categoria Pesi Welter:  Alex Karalexis contro  Jason Von Flue

Von Flue sconfisse Karalexis per sottomissione (strangolamento Von Flue) a 1:17 del terzo round.
- Incontro categoria Pesi Welter:  Spencer Fisher contro  Aaron Riley

Fisher sconfisse Riley per KO Tecnico (stop medico) a 5:00 del primo round.
- Incontro categoria Pesi Welter:  Duane Ludwig contro  Jonathan Goulet

Ludwig sconfisse Goulet per KO Tecnico (pugno) a 0:11 del primo round.
- Incontro categoria Pesi Welter:  Melvin Guillard contro  Josh Neer

Neer sconfisse Guillard per sottomissione (triangolo) a 4:20 del primo round.

### Card principale
- Incontro categoria Pesi Welter:  Josh Burkman contro  Drew Fickett

Burkman sconfisse Fickett per sottomissione (ghigliottina) a 1:07 del primo round.
- Incontro categoria Pesi Medi:  Chris Leben contro  Jorge Rivera

Leben sconfisse Rivera per KO Tecnico (colpi) a 1:44 del primo round.
- Incontro categoria Pesi Mediomassimi:  Stephan Bonnar contro  James Irvin

Bonnar sconfisse Irvin per sottomissione (kimura) a 4:30 del primo round.
- Incontro categoria Pesi Massimi:  Tim Sylvia contro  Assuerio Silva

Sylvia sconfisse Silva per decisione unanime (30–27, 30–27, 29–28).

## Premi
- Fight of the Night:  Melvin Guillard contro  Josh Neer